# La Bussière (Loiret)
La Bussière ist eine französische Gemeinde mit 761 Einwohnern (Stand: 1. Januar 2022) im Département Loiret in der Region Centre-Val de Loire. Sie gehört zum Kanton Gien im Arrondissement Montargis. Die Einwohner werden Bussérois genannt.

## Geographie
La Bussière liegt etwa 65 Kilometer ostsüdöstlich von Orléans im Weinbaugebiet des Coteaux du Giennois am Fluss Vernisson. Umgeben wird La Bussière von den Nachbargemeinden Boismorand im Norden und Nordwesten, Adon im Osten und Nordosten, Escrignelles im Südosten, Ouzouer-sur-Trézée im Süden sowie Gien im Westen und Südwesten.

## Bevölkerungsentwicklung
| Jahr                      | 1962 | 1968 | 1975 | 1982 | 1990 | 1999 | 2006 | 2018 |
| Einwohner                 | 524  | 531  | 545  | 644  | 715  | 749  | 767  | 795  |
| Quelle: Cassini und INSEE |      |      |      |      |      |      |      |      |

## Sehenswürdigkeiten
- Kirche Notre-Dame
- Schloss La Bussière, ursprünglich aus dem 12. Jahrhundert, im 16. Jahrhundert umgebaut, seit 1995 Monument historique; siehe auch Taubenturm Château de La Bussière

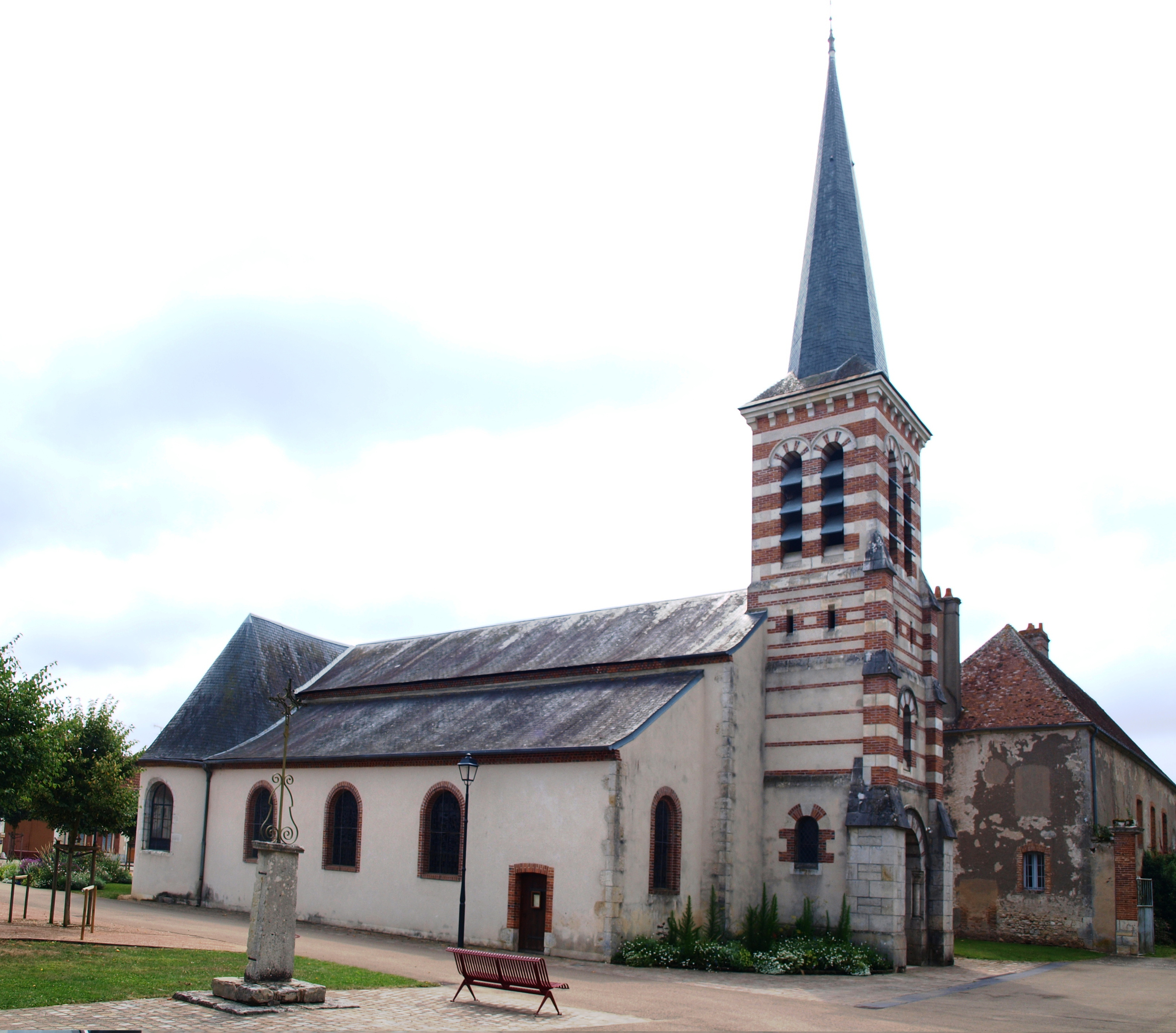
Kirche Notre-Dame
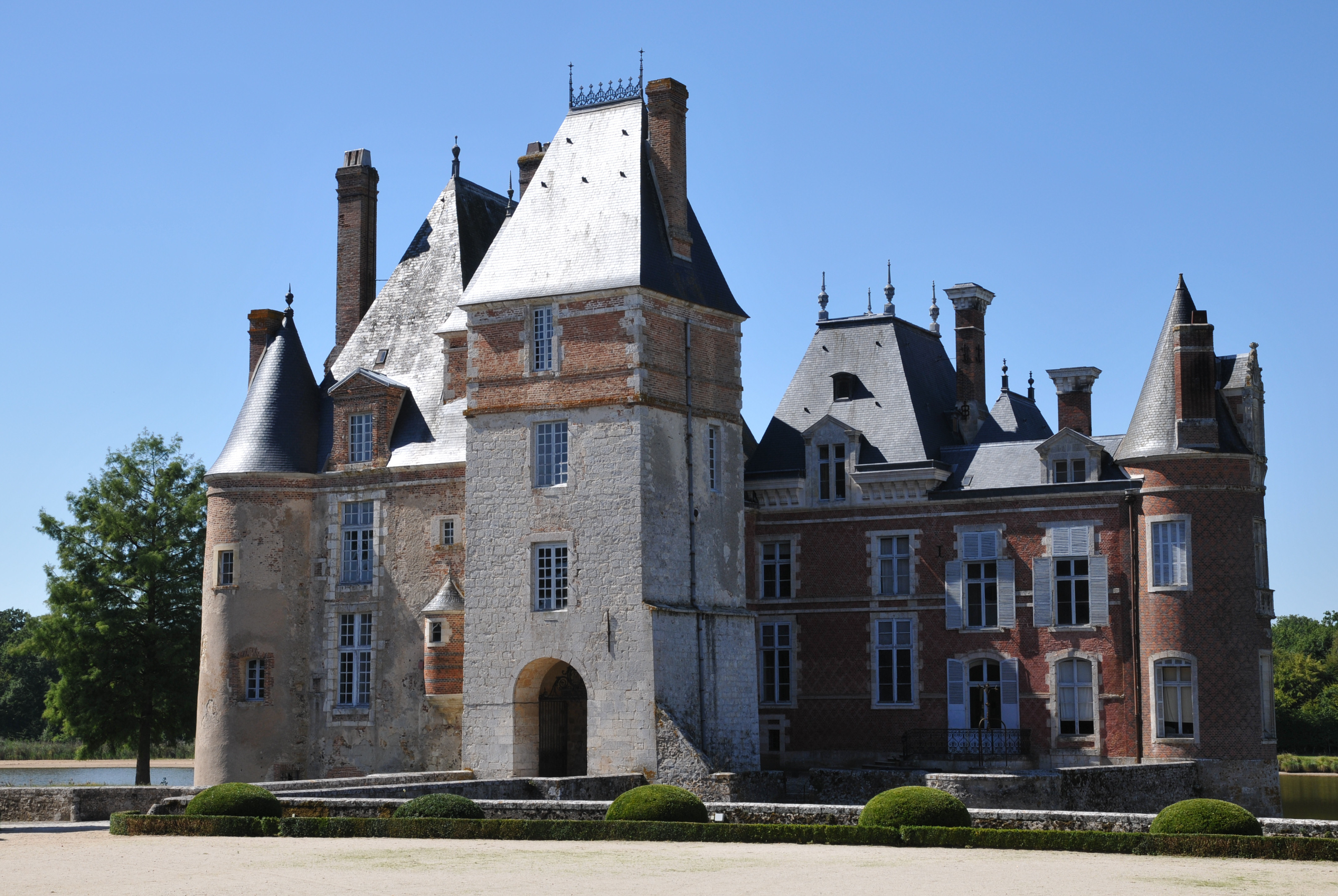
Schloss